# 28—29-я линии Васильевского острова
28—29-я ли́нии Васи́льевского о́строва — улица в Василеостровском районе Санкт-Петербурга. Проходит от Среднегаванского до Среднего проспекта.

## История
Улица находилась в плане урегулирования Санкт-Петербурга 1880 года, однако на местности стала формироваться только в 1930-х годах, во время строительства Дворца культуры имени С. М. Кирова. Название «28-я и 29-я линии» было предусмотрено планом урегулирования 1880 года, однако официально улица получила это название лишь 27 февраля 1989 года. Оно было дано в силу традиции, по аналогии с проходящими параллельно 1—27-й линиями Васильевского острова.

## Достопримечательности

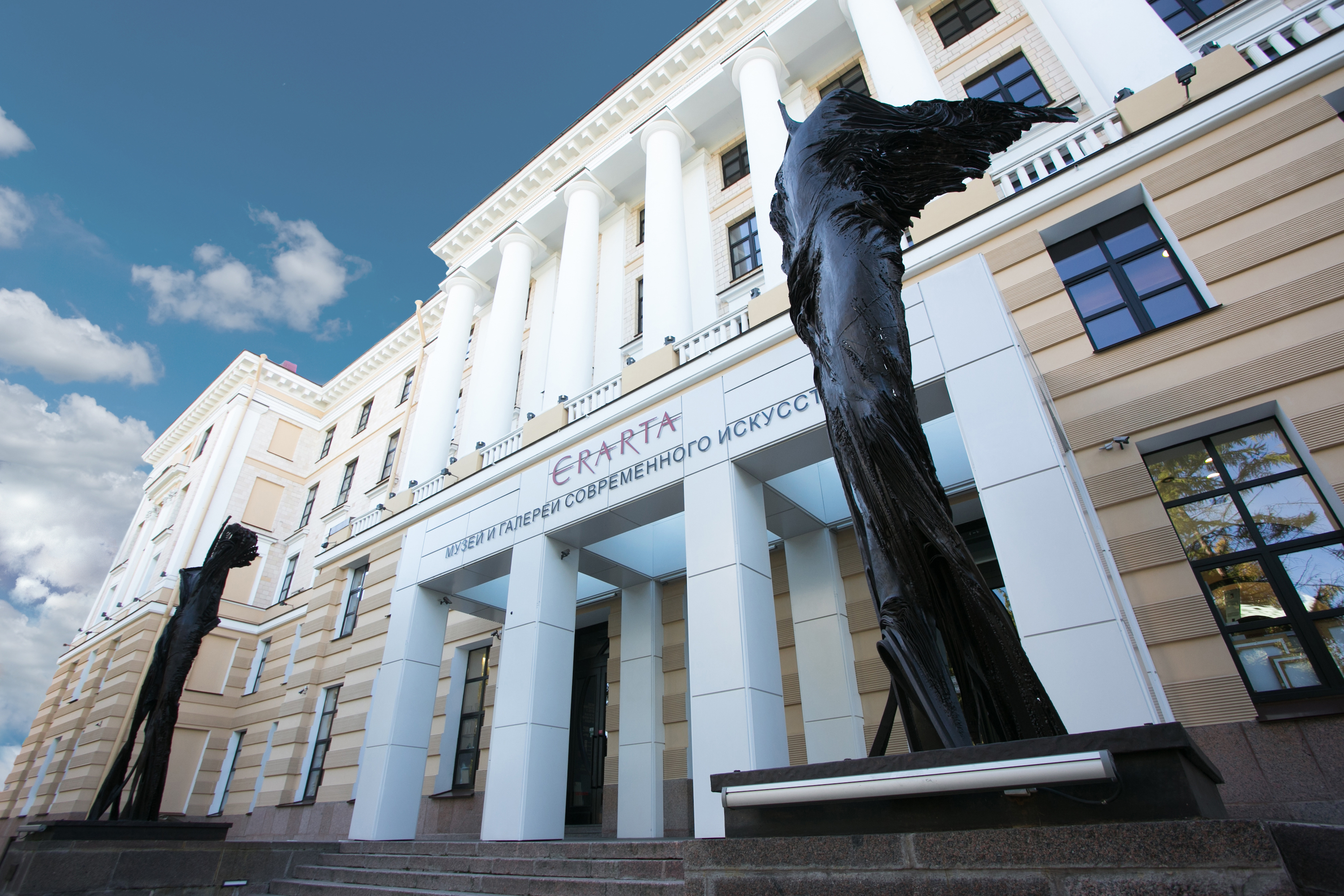
Музей современного искусства «Эрарта»

Восточную сторону улицы (28-ю линию) образуют два сквера, примыкающих к ДК им. Кирова. Западная сторона улицы (29-я линия) стала застраиваться в 1950-х годах.
- Покровская больница (находится на территории между Среднегаванской улицей и Большим проспектом)
- Дворец культуры имени С. М. Кирова
- Музей современного искусства «Эрарта» (дом 2)